# Catecismo político christiano
El Catesismo político christiano dispuesto para la instrucción de la juventud de los pueblos libres de la América Meridional, conocido simplemente como Catecismo político christiano o Catecismo político cristiano, firmado con el pseudónimo José Amor de la Patria, es un ensayo manuscrito que habría circulado en Chile a mediados de 1810 (según Walter Hanisch y la mayoría de las publicaciones que tratan el tema; Aniceto Almeyda, entre otros, acota el rango entre el 11 de julio y el 18 de septiembre de ese año), antes de que se constituyera en cabildo abierto la Primera Junta de Gobierno que inauguró una inicial y primera forma de administración autónoma de ese país desde la conquista española. 
Como diversos otros escritos políticos y filosóficos que circularon en Sudamérica entre las décadas de 1780 y 1820, toma un formato habitual de la enseñanza cristiana, el catecismo, para, mediante una sucesión dirigida de preguntas y respuestas, exponer didácticamente ideas favorables a la forma de gobierno republicana y democrática, defender la autonomía política de las colonias españolas en América tras la entronización de José Bonaparte en España, refutar el derecho divino de los reyes, criticar la pretensión de la Junta Suprema Central de Sevilla y sus delegados de gobernar sobre las colonias, entre otros muchas argumentaciones y teorizaciones aplicadas a los problemas de la contingencia política americana de este momento.
El historiador chileno Ricardo Donoso lo describe como:

"...El primer documento de la historia de nuestras ideas políticas...".
Ricardo Donoso, 1943.

## Versiones manuscritas conocidas

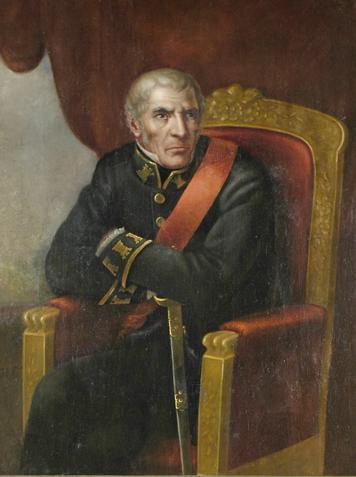
La destitución del gobernador de Chile, García Carrasco (aquí representado en un retrato idealizado de la segunda mitad del), es el último acontecimiento al que se hace referencia en el Catecismo político christiano. Por eso se sabe que es posterior al 11 de julio de 1810, fecha en que la Real Audiencia le pidió que renuciara, para que su descrédito no precipitara la formación de una junta.

Existe conocimiento de que al menos dos manuscritos del ensayo, uno hallado Lima y otro en Santiago. El primero fue atesorado por Diego Barros Arana y el segundo fue utilizado por Pedro Godoy en la primera impresión, al incluirlo en El espíritu de la prensa en Chile (1847). Difieren en detalles de forma, más no en las tesis de fondo. Entre las diferencias más notables, el pasaje relativo a las represiones y ejecuciones de José Manuel de Goyeneche  contra los miembros de la Junta Tuitiva de La Paz en una copia es una narración y en la otra adquiere carácter imprecativo, conminándolo a huir de América por sus "crímenes".Uno de los dos manuscritos se perdió a mediados de la década de 1950 en un incendio que afectó a la Imprenta Universitaria de la Universidad de Chile.
La contrastración con los manuscritos conocidos reveló a los estudiosos del siglo XX que la primera edición de Godoy de 1847 había alterado algunos pasajes relativos a sucesos en otros países sudamericanos, forzando un criterio nacionalista chileno en la redacción que supera en detalles al original, según Ricardo Donoso.

## Elementos chilenos en el texto
Pero, de por sí, el manuscrito también muestra contenidos específicamente chilenos. En su redacción se apela a los "chilenos" directamente en cuatro ocasiones, con expresiones como "¡chilenos, americanos todos!".  
Un pasaje hace referencia directa a un evento coyuntural ocurrido en Santiago el 11 de julio de 1810, con la salida de Francisco Antonio García Carrasco del cargo de gobernador y capitán general de Chile, a raíz de los tumultos ocurridos en Santiago por su decisión de apresar y relegar a El Callao a José Antonio Ovalle (procurador de Santiago), José Antonio de Rojas (un patriota de familia aristocrática de 73 años) y Bernardo de Vera y Pintado (un abogado independentista, que ha sido señalado como responsable del Catecismo político christiano por el historiador Aniceto Almeyda, como se puede ver en la sección sobre el problema de la autoría del escrito), lo que se sumó al anterior escándalo del buque contrabandista Scorpion, la apropiación de la carga tras el asesinato de la tripulación de un buque inglés, en el que el gobernador y sus allegados se vio envuelto.
Ese es el evento de fecha más avanzada que se menciona en el escrito, lo que, junto a los llamados a formar junta de gobierno, como ocurriría en Chile el 18 de septiembre, han sido considerados como los datos que acotan la fecha de escritura: 

"Dignos habitantes de esta capital, chilenos generosos, el déspota inepto que os oprimía y atropellaba, había arrebatado del seno de sus familias a tres de vuestros más dignos ciudadanos por la única razón de que no eran mudos, ni estúpidos, y que no callaban como viles esclavos, acordaos del 11 de julio y acabad de conocer que los opresores nada pueden cuando el pueblo quiere que nada puedan (...)".
Catecismo político christiano

## El problema del autor

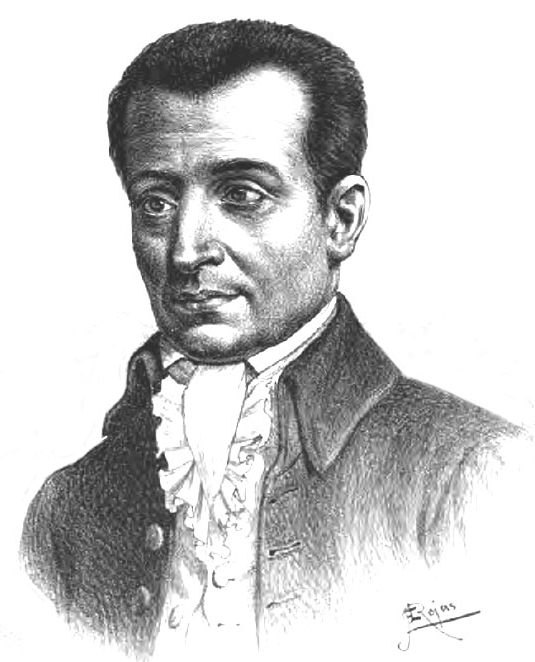
Juan Martínez de Rozas, a quien se creyó el autor durante la segunda mitad del.

El autor, "Don José Amor de la Patria", en rigor permanece desconocido hasta hoy. Pero el texto ha sido atribuido o asociado a principalmente a cuatro posibles autores: 

### Juan Martínez de Rozas
Juan Martínez de Rozas fue señalado como autor por el primer impresor, Pedro Godoy, quien incluyó el escrito, con diversos cambios respecto de los manuscritos conocidos, en uno de los volúmenes de su libro Espíritu de la prensa chilena (1847), en una edición realizada casi cuatro décadas después de la circulación original del texto. Esta atribución autoría fue reiterada por diversos estudiosos chilenos del siglo XIX, como Manuel Antonio Tocornal (1847) o Barros Arana, en el tomo VIII de su Historia general de Chile (1892), quien afirmaba haber visto, entre otras, una copia antigua "con arrogante letra española (aunque sembrada de descuidos ortográficos) y corregida en muchos pasajes con una letra en la que nos ha parecido reconocer la mano del mismo doctor Rozas".
Para Hanisch (1970), Martínez de Rozas sería la opción apoyada por la mayor cantidad de estudios, sobre todo del siglo XIX, aunque para él "con el tiempo se hacen dubitativos (los votos a su favor)", según el recuento presentado en la monografía que le dedica al Catecismo político christiano. Hanisch, sin embargo, da relieve a que el texto, que alude a la existencia de cierto supesto "gobierno divino" y declara que sus fuente son la Biblia cristiana y la "doctrina de los santos", coincidiría con las ideas de Martínez de Rozas en una carta de 1808: "La verdadera política, la política cristiana, que no puede ser incompatible con los evangelios, ni con la práctica de las virtudes...". Por otro lado, Barros Arana recogía en 1854 que sus antiguos discípulos lo llamaban "San Agustín" por sus conocimientos teológicos, conocimientos que, sobre todo en escolástica española (también conocida como Escuela de Salamanca), después el historiador Jaime Eyzaguirre señalaría como una característica del autor, fuera éste quien fuera.
Martínez de Rozas había sido secretario y cercano del gobernador García Carrasco (que el Catecismo político christiano llama "despota inútil"), y que se había refugiado en Concepción en las fechas en que se supone circulado el texto en Santiago, por habérsele implicado en el escándalo del Scorpion (al que no se refiere el escrito explícitamente) que socavó la autoridad de García Carrasco. Supuestamente, el secretario habría participado en la apropiación de la carga obtenida tras el asesinato de la tripulación de ese barco inglés. De hecho, Barros Arana, en un pie de página que publicó en 1892, en el mismo tomo VIII de su Historia General de Chile, cita documentos (la declaración de un supuesto intermediario de Valparaíso y la guía de despacho de mercancías del buque Sacramento) que apuntan a que Martínez recibió una parte del botín (o "hijuela") de 59 fardos o cajones, que se remitieron a Lima marcados con el monograma J.M.R.. Años antes, en la primera biografía que escribió sobre este político, resumió en caso en pocas líneas:

"...Fué organizada en el palacio (la "compañía de armadores de tierra", el grupo contra el contrabando que fue involucrado directamente en los asesinatos del Scorpion), con el consentimiento de Rozas i con la aprobacion de Carrasco, i el pérfido apresamiento del Escorpion, trajo sobre ámbos el descrédito".
Diego Barros Arana, 1854.

### Antonio José de Irisarri

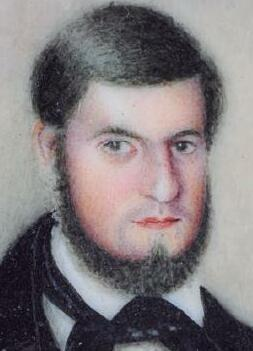
El guatemalteco Antonio José de Irisarri, otro de los intelectuales independendentistas presentes en Santiago en 1810 a los que se ha atribuido el ensayo.

Antonio José de Irisarri fue propuesto como autor por Domingo Amunátegui Solar, quien fue de los primeros en rebatir la idea de que lo escribió Martínez de Rozas, argumentando, entre otras razones, que, estando en Concepción, por premura de tiempo, no podría haber hecho referencia a sucesos santiaguinos ocurridos en julio y enviar antes del 18 de septiembre el manuscrito a la capital, a lo que suma que la audacia intelectual de escrito no calzaría con cierta timidez de carácter que le atribuye. Y, aunque argumenta diversas razones para señalar la posibilidad de Irisarri, según Campos Harriet, todos estudiosos que le siguieron, si bien aceptaron sus dudas sobre Martínez de Rozas, no lo siguieron en su propuesta alternativa.

### Jaime de Zudáñez

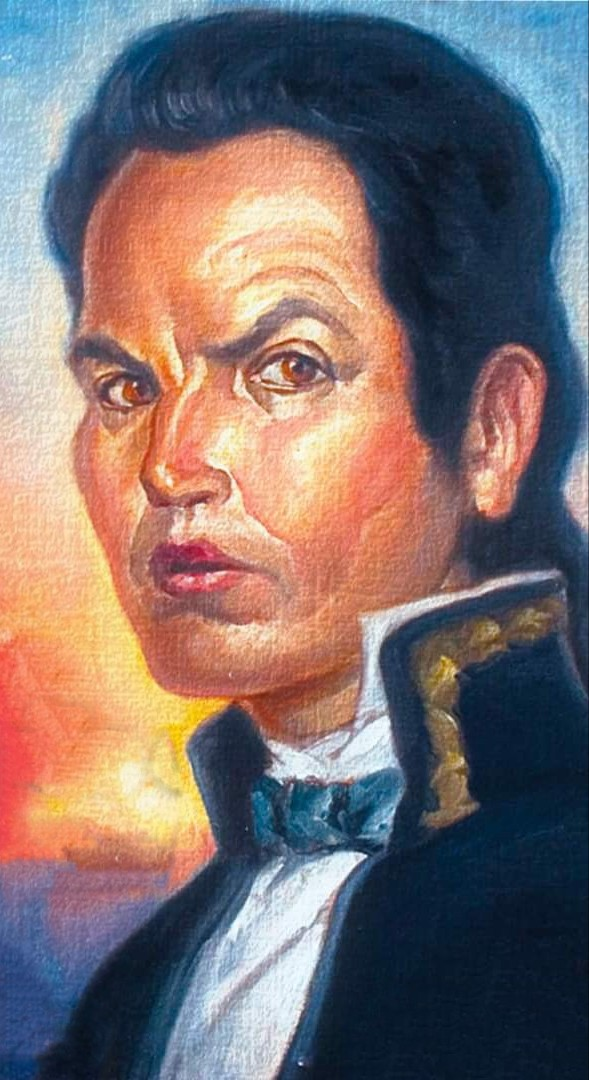
El historiador Ricardo Donoso atribuyó al intelectual altoperuano Jaime de Zudáñez (aquí en un retrato idealizado de tiempos posteriores) la redacción del texto, datándolo en 1811 a contrapelo de los otros estudiosos que trataron el tema.

Jaime de Zudáñez es un escritor altoperuano que se convirtió en el candidato señalado por Ricardo Donoso (1943), que es el único de los historiadores del tema que llegó a la conclusión de que el escrito en realidad habría comenzado a circular en la primavera austral de 1811, (aunque reconoce que bien pudo ocurrir el año anterior), lo que dificultó que aceptaran su tesis los autores posteriores. 
Así, por ejemplo, Hanisch ironiza que la teoría de Ricardo Donoso tiene el agravante de ubicar al supuesto autor queriendo convencer a Chile de realizar el cabildo y la junta un año después de que efectivamente se llevara a cabo.Ricardo Donoso basó su opinión en similitudes de estilo y pensamiento con escritos de Zudáñez y en la relevancia que tienen sucesos altoperuanos, la represión de la Junta Tuitiva, en el escrito. Para Donoso las apasionadas alusiones a las represiones de La Paz, pudieran revelar que el autor tuvo una relación personal o presencial con esos sucesos.

### Bernardo de Vera y Pintado
Bernardo de Vera y Pintado fue propuesto por el historiador Aniceto Almeyda (1957), quien concluyó que era originalmente un texto altoperuano sobre el que Vera habría trabajado y hecho adiciones. Almeyda, que era también juez, presenta un análisis textual párrafo a párrafo, de carácter forense, refutando atribuciones anteriores y concluyendo, como "presunciones graves y fundadas", que el texto se hizo en dos etapas; una fuera de Chile y otra en Chile, en la que no es autor, sino redactor final, Vera. 

Almeyda aporta como prueba adicional una carta del exgobernador García Carrasco, depuesto en julio de 1810 a raíz del escándalo del Scorpion y por decretar la prisión de tres hombres de la aristocracia santiaguina, uno de los cuales era el mismo Vera. Hay que recordar que manuscrito se refiere explícitamente a estos prisioneros ("había arrebatado del seno de sus familias a tres de vuestros más dignos ciudadanos por la única razón de que no eran mudos, ni estúpidos, y que no callaban como viles esclavos"). Ésta prueba de Almeyda es una misiva dirigida al rey Fernando VII 10 días antes del cabildo abierto, el 8 de septiembre de 1810, en la que García Carrasco denuncia a Vera, señalando que ha "manifestado sus pensamientos" en un escrito ("un papel") que coincidiría en contenido con el Catecismo Político Christiano: 

"El doctor Vera, lejos de dar a conocer su enmienda después de haber venido a esta capital, ha confirmado cuanto habían en contra de su conducta, sus juntas con hombres díscolos y declarados por la independencia no han cesado, y lo que es más, ha manifestado sus pensamientos en un papel, en el que directamente se ha opuesto a la legitimidad del Consejo Superior de Regencia, provocando a la instalación de una junta provisional al ejemplo de Buenos Aires; este ha sido el sistema de los independientes, han querido formar juntas para tener el gobierno en sus manos y dirigir al precipicio a los incautos, bajo las apariencias de patriotismos, fidelidad y amor al orden".
Francisco Antonio García Carrasco

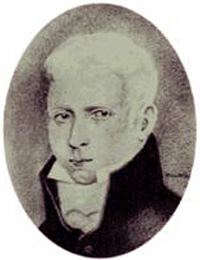
Bernardo de Vera y Pintado, señalado como responsable del texto por el historiador Aniceto Almeyda.

Es de notar que el abogado Vera se convertiría en los siguientes años en uno de los principales escritores del bando independentista chileno, siendo uno de los redactores del periódico del gobierno de José Miguel Carrera, La Aurora de Chile, y de su sucesor, El Monitor Araucano, entre 1812 y 1814. Después,durante el gobierno de O'Higgins, llegó a escribir la letra del primer himno de Chile, cuyo estribillo que se conserva también en el himno actual del país.    
También Hanish duda fuertemente de la opción de Vera y Pintado, pues "si en verdad la tuvo (la 'dudosa paternidad' del escrito), hay que admitir que desertó de las ideas y hasta del estilo".

### Otras consideraciones sobre el posible autor (o autores)
En términos menos particulares, sin apuntar a un autor concreto, antes el historiador Encina (1945), desdeñando las muchas noticias y contingencias locales que contiene el escrito (hechos ocurridos en La Paz en 1809 y la deposición en Santiago del gobernador García Carrasco en julio de 1810), fue categórico en señalar que el "folleto" probablemente habría sido realizado "en Europa por algún revolucionario enciclopedista".
Ante esto se opuso al poco tiempo que, en cambio, debería ser la realización de un eclesiástico o un ex estudiante de los jesuitas expulsados décadas antes de Chile. Pues, para Jaime Eyzaguirre (1949) el texto es obra de "una mente avezada en la doctrina política de la escolástica española de la que extrae -y no de Rousseau como se ha sostenido con indocta ligereza- los más fuertes testimonios en contra del absolutismo".Con "escolástica española" Eyzaguirre se refiere a la Escuela de Salamanca, que es otro de los nombres de esa tendencia, en la que se encuentra una idea común con lo expresado en el Catecismo político christiano, que el pueblo es el receptor de la soberanía desde la divinidad, y que el pueblo transmite esa soberanía al príncipe gobernante según diversas condiciones, por lo que puede llegar a retirar tal soberanía a un monarca. Esta defensa de la soberanía popular había sido especialmente sostenida dentro de la escuela salmantina por Francisco Suárez, en su obra Defensio Fidei Catholicae adversus Anglicanae sectae errores (1613), redactada a propósito del rompimiento de la corona inglesa con Roma y el posterior absolutismo de Jacobo I de Inglaterra. Esta disputa religiosa llevó al cleríco católico Suárez a proponer argumentos que liberaran a los súbditos británicos de sus juramentos de lealtad a su monarquía. Pero esta alegada influencia sobre el Catecismo político christiano no sería aislada en el ámbito del Cono Sur previo a las juntas, pues al decir del historiador argentino (y sacerdote en  la misma secta cristiana que Suárez), Furlong:

"Francisco Suárez fue el filósofo más popular que hubo en América desde fines del siglo XVI hasta principios del XIX y el que influyó más eficazmente en la revolución de la independencia americana, a causa de sus doctrinas sobre el
origen de la autoridad..."
Guillermo Furlong

Hanisch, por su parte, descarta de plano a otros intelectuales independentistas de la escena santiaguina: a Juan Egaña, por haber hecho un puntilloso catálogo de sus propias obras, en el que reseñó hasta los versos sueltos que compuso sin incluir el Catecismo político christiano, y a Manuel de Salas, por haber sido partidario de  la soberanía de los reyes.
Según el recuento de Walter Hanisch, que 4 de los 6 nombrados sean no chilenos acusa un excesivo "criterio extranjerizante" en las sucesivas atribuciones, que choca con elementos chilenos que él encuentra en su análisis del texto.

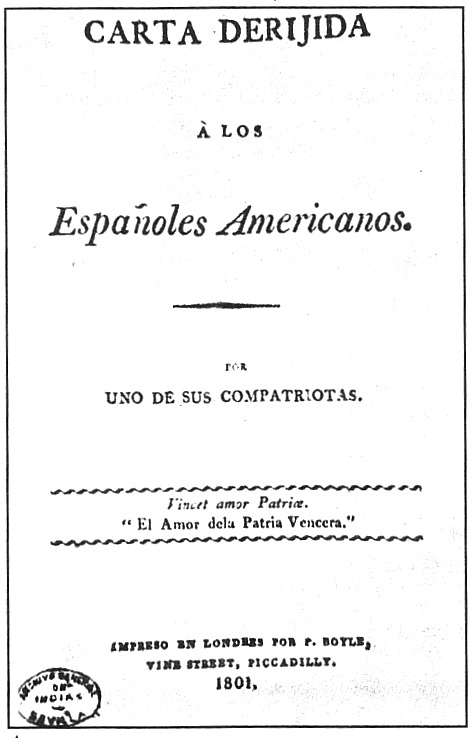
Portada de edición en español de la Carta a los españoles americanos, con el epígrafe "el amor de la patria vencerá". Este texto, según el historiador Ricardo Donoso, sería una influencia directa del Catecismo político christiano.

En el pseudónimo "José Amor de la Patría", Ricardo Donoso encuentra el eco de un aforismo en latín que presidía la Carta a los españoles americanos del jesuita secularizado y escritor arequipeño Juan Pablo Vizcardo y Guzmán, impresa por Francisco Miranda en Filadelfia en 1799 (en francés) y en Londres en 1801 (en español). El aforismo en cuestión era: Vincent Amor Patriae (traducido literalmente en la portada: "el amor de la patria vencerá"), por lo que Donoso supone que el autor del Catecismo Político Christiano estaba familiarizado con ese impreso Ambos escritos, por lo demás, concuerdan en una concepción abarcante de "patria", toda la América entonces bajo el dominio de la corona española, y en lo que Donoso denomina "coincidencia fidelísima en las críticas" al sistema colonial español, centradas en la denuncia del monopolio comercial que genera miseria y atraso; y en el estado de ignorancia y postración general de la población. Por lo que este texto sería una influencia directa sobre el autor de manuscrito.